# روبرت رينولدز
روبرت رينولدز (بالإنجليزية: Robert Reynolds)‏ هو لاعب كرة قدم أمريكية أمريكي، ولد في 20 مايو 1981 في بولينغ غرين في الولايات المتحدة.

## وصلات خارجية
- روبرت رينولدز على موقع مرجع كرة القدم المحترفة.كوم (الإنجليزية)